# Плантагенет
Плантагенет (Плантажене) (на английски: House of Plantagenet; на френски: Plantagenêt) е английска кралска династия (1154 – 1399), клон на Анжуйската династия, херцози на Нормандия (1144 – 1202), Аквитания (1152 – 1399) и Бретан (1169 – 1203). Плантагенети са преки потомци и наследници на графовете и херцозите на Анжу, чиито потомствени владения се намират във Франция. Постепенно освен над Англия и графство Анжу властта на Плантагенетите се разпростира над френските области Аквитания, Нормандия, Бретан както и над Уелс, Ирландия, Кипър, а династията има претенции за наследствени права върху короните на Франция, Кастилия, Йерусалим, Рим и Сицилия. Тесните връзки на Плантагенетите с владенията им отвъд Ламанша води до чести сблъсъци с френската кралска династия на Капетингите. След отстраняването на династията от властта в Англия, на английския престол се изреждат крале от родовете Ланкастър и Йорк, които също произхождат от кралския род на Плантагенетите.
Този род английски крале започва да се нарича „Плантагенет“ едва през 15 в., но в историографията названието се утвърждава през 18 в. То произхожда от прозвището на бащата на Хенри II, Жофроа V Красивия, който бил наричан Плантажене заради навика си да украсява шлема си с клонче жълтуга (на лат. planta genista).

## Крале на Англия
През 1128 г. Фулко V, баща на Жофроа V Красивия урежда брака му с Матилда, вдовица на германския император Хайнрих V (Франконска династия) и наследница на своя баща, краля на Англия Хенри I (Нормандска династия). През 1135 г. двамата съпрузи започват борба за английската корона срещу узурпатора Етиен (Стивън) дьо Блоа. Матилда няма успех в Англия, докато Жофроа V овладява Нормандия и е провъзгласен за херцог (1135).
Останал без наследници, Етиен (Стивън) дьо Блоа завещава престола си на сина на Матилда и Жофроа V, крал Хенри II (1154 – 1189). Основната задача на новия владетел е да възстанови реда в Англия и да умиротвори могъщите си васали. Той изгражда централизирана административна система, известен е и със законодателната и реформаторската си дейност. Стремежът му да укрепи кралската власт, довежда до конфликт с църквата, жертва на който през 1170 г. е кентърбарийският архиепископ Томас Бекет. Негова опора са най-вече градовете, много от които получават свободи и привилегии. Във външната си политика Хенри II се старае да поддържа добри отношения със своя сюзерен, френския крал и с останалите могъщи европейски владетели. Бракът му с Елеонор Аквитанска, дъщеря на херцог Гийом X и наследница на Аквитания, разширява владенията му до Пиренеите. Баща е на петима синове и три дъщери. Матилда се омъжва за саксонския херцог Хайнрих Лъв (Велфи); Елинор става съпруга на кастилския крал Алфонсо VIII; Джейн сключва брак с Гулиелмо ІІ, крал на Сицилия (Нормандска династия), а след като овдовява – с тулузкия граф Реймон VI. Първородният му син Уилям, херцог на Нормандия (1153 – 1156), умира рано. Вторият му син Хенри (р. 1155 – †1183) е коронован за съвладетел през 1170 г. Той застава начело на два бунта срещу своя баща (1173 и 1183), подкрепян от тъста си, френския крал Луи VII, за чиято дъщеря Маргарита е женен. Четвъртият му син, Джефри, е съпруг на Констанс, дъщеря на бретанския херцог Конан IV и управлява наследството на жена си (1169 – 1186). Той има само един син, Артур І, херцог на Бретан (1196 – 1203) и законен наследник на английския престол. Убит е от своя чичо Джон I Безземни.
През 1189 г. властта в Англия получава третият син на Хенри II, Ричард I (1189 – 1199), наречен заради бойните си подвизи Лъвското сърце. Той е един от ръководителите на Третия кръстоносен поход и завладява Кипър. По време на отсъствието си оставя управлението на най-малкия си брат Джон I Безземни. Опасните амбиции на брат му го карат да се завърне преждевременно от Палестина, но през 1192 г е пленен по пътя в Австрия. През 1194 г. е освободен срещу огромен откуп и започва продължителна война с френския крал Филип II, застрашил континенталните му владения. Загива при обсадата на крепостта Шалю през 1199 г. Няма деца от съпругата си Беренгария, дъщеря на наварския крал Санчо VI.
След неговата смърт короната преминава у Джон I, наричан Безземни (1199 – 1216), защото баща му не му оставя поземлени владения. След смъртта на първата си съпруга Изабела Глостър той предизвиква скандал, като отвлича графиня Изабела д'Ангулем, годеница на френския феодал Юг IX дьо Лозинян и се оженва за нея. Заради това през 1202 г. неговият сюзерен Филип II го лишава от владенията му в Северна Франция и Джон започва продължителна война срещу него. Неговият необуздан характер му спечелва още един враг в лицето на папа Инокентий III, който през 1209 г. го отлъчва от църквата. Обкръжен от всеобщо недоволство, той е принуден през 1231 г. да се помири с папата, като се признава за негов васал. Този факт не го спасява от гнева на бароните, които вземат надмощие и го принуждават през 1215 г. да подпише прочутата Велика харта на свободите. Най-голямата дъщеря на Джон I Безземни, Джейн, се омъжва за шотландския крал Александър II; втората, Елизабет, става германска императрица чрез брака си с Фридрих II фон Хохенщауфен; третата, Елеонора, е съпруга първо на граф Уилям Пемброук, а след като овдовява – на Симон V дьо Монфор, граф на Лестър. Синът му Ричард, граф на Корнуел (р. 1209 – †1272), се жени за Изабела, дъщеря на граф Уилям Пемброук, а след смъртта ѝ – за Санча, дъщеря на граф Реймон-Беренже IV дьо Прованс. По време на междуцарствието в Свещената Римска империя той е обявен за крал на Германия (1256 – 1272). Синовете му Хенри (1235 – 1271) и граф Едмънд Корнуел (1249 – 1300) не оставят наследници.
Първородният син на крал Джон I Безземни, Хенри III (1216 – 1272), получава властта в Англия на 9-годишна възраст. Неговото малолетие позволява да се оформят съперничещи си групировки сред английските барони. Политиката му търпи провал по отношение на Франция и той губи по-голямата от владенията се на континента. Недоволството на аристокрацията прераства в бунт, който през 1264 г. налага начело на управлението могъщия феодал Симон V дьо Монфор. Нещата се обръщат в полза на краля поради авторитарните действия на Монфор, който е победен и убит на следващата година. Хенри III сключва брак с Елеонора, дъщеря на граф Реймон-Беренже IV дьо Прованс. Едната му дъщеря, Маргарет, е омъжена за шотландския крал Александър III, а другата, Беатрис, е съпруга на Жан ІІ дьо Дрьо, херцог на Бретан. По-малкият му син Едмънд Гърбавия е основоположник на клона Плантагенет-Ланкастър.
Хенри III е наследен от първородния си син Едуард I Дългоноги (1272 – 1307). При него е преодолян хаосът в английското кралство и е възстановен авторитетът на монарха. Напълно са покорени Уелс (1283) и Шотландия (1296), но скоро след това шотландското население започва въоръжена борба, за да възвърне независимостта си. Владетелят се жени първо за Леонора, дъщеря на кастилския крал Фернандо III, а след нейната смърт сключва брак с Маргарита, дъщеря на френския крал Филип III. Има четири дъщери: Джейн, съпруга на граф Джилбърт Глостър; Маргарита, омъжена за херцог Йохан II Брабант; Елеонора, сключила брак с граф Анри ІІІ дьо Бар; Елизабет, съпруга на граф Джон І Холанд. Има и трима синове: Едуард II, крал на Англия (1307 – 1327); Томас (1300 – 1338), херцог на Норфолк; Едмънд (1301 – 1330), граф на Кент.
Дейността на новия монарх, Едуард II е твърде различна от тази на баща му. Попаднал под влиянието на своите амбициозни и алчни фаворити, той настройва срещу себе си голяма част от английската аристокрация. В негов враг се превръща и съпругата му Изабела, дъщеря на френския крал Филип IV. Възползвали се от слабостта му през 1314 г. шотландците обявяват своята независимост. През 1326 г. кралицата напуска Англия заедно с всемогъщия си фаворит Роджър Мортимър, събира войска в родната си Франция и принуждава Едуард ІІ през 1327 г. да се откаже от престола. Същата година сваленият владетел е убит в затвора. Едната от дъщерите му, Елеонора, е омъжена за херцога на Гелдерн Райнхалд II, а другата, Джоан (Джейн), става съпруга на шотландския крал Дейвид II Брус. По-малкият му син Джон (1316 – 1336), граф на Корнуел няма потомство.
На английския престол е издигнат първородният син на Едуард II, Едуард III (1327 – 1377). През 1330 г. той отстранява от властта и заточва майка си Изабела и екзекутира граф Мортимър. Претенциите му за френския трон след смъртта на крал Филип IV го карат да започне през 1337 г. Стогодишната война. Непрекъснатата му нужда от финансови средства води до нарастване значението на Камарата на общините в английския Парламент. Кралят спечелва блестяща победа срещу французите при Креси (1346), а синът му Едуард разгромява и пленява техния крал Жан II в битката при Поатие (1356). В края на управлението си владетелят се сблъсква с все по-нарастващата френска съпротива. Негова съпруга е Филипа д'Авен, дъщеря на Гийом II, граф на Ено и Холандия. Едуард III има многобройно потомство. Едната му дъщеря, Мария, е омъжена за бретанския херцог Жан IV дьо Дрьо, другата, Изабела, става съпруга на влиятелния френски сеньор Ангеран ІІІ дьо Куси, а третата – Маргарита – на граф Джон Пенброук. Негов първороден син е Едуард (1330 – 1376), наречен Черния принц заради цвета на доспехите си. Той е прочут военачалник, спечелил много победи по време на Стогодишната война. От 1363 до 1372 г. управлява Акнитания, след което се завръща в Англия и повежда борба срещу амбициозния си брат Джон Гонт, херцог на Ланкастър. Умира преди баща си. Женен е за Джейн, дъщеря на херцог Едмънд Кент, а синът му Ричард II (1377 – 1399) наследява дядо си Едуард III. По негово време кралската власт отново отслабва. През 1381 г. той потушава с големи усилия селското въстание на Уот Тайлър. Макар да сключва два последователни брака – с Анна, дъщеря на германския император Карл IV фон Люксембург и с Изабела, дъщеря на френския крал Шарл VI дьо Валоа, той няма наследници. През 1399 г. е лишен от престола от своя братовчед Хенри IV, херцог та Ланкастър и умира на следващата година. Ричард II е последният представител на династията Плантагенет.
Вторият син на Едуард III е Лайънъл (1338 – 1368), херцог на Кларънс. Той получава от баща си висши военни и административни постове, управител е на Ирландия (1361 – 1367). Жени се за Елизабет, дъщеря на граф Уилям Ълстър, а след като овдовява, взема за съпруга Виоланта, дъщеря на миланския херцог Галеацо II Висконти. Единствената му дъщеря Филипа (†1381) се омъжва за Едмънт Мортимър, граф на Марч.
Третият син на Едуард III, Джон Гонт, херцог на Ланкастър, е родоначалник на английската кралска династия Ланкастър. Неговият брат Едмънд, херцог на Йорк, основава кралската династия Йорк. Най-малкият син на Едуард III, Томас Удсток (1355 – 1397), херцог на Глостър, яростно атакува властта на своя племенник Ричард II, от чиито привърженици е убит в Кале през 1397 г. От съпругата си Елинър той има син Хъмфри (†1399), херцог на Бъкингам, умрял без потомство и дъщеря Анна, сключила три брака: с Томас Стафорд, с Едмънд Стафорд и с Уилям Бъркър.
- 1154 – 1189 Хенри II (5.3.1133 – 6.7.1189), син на Жофроа V Красивия
- 1189 – 1199 Ричард I Лъвското сърце (8.9.1157 –6.4.1199), син на предходния
- 1199 – 1216 Джон I Безземни (24.12.1166 – 19.10.1216), брат на предходния
- 1216 – 1272 Хенри III 1.10.1207 – 16.11.1272), син на предходния
- 1272 – 1307 Едуард I Дългоноги (17.6.1239 – 7.7.1307), син на предходния
- 1307 – 1327 Едуард II (25.4.1284 – 21.9.1327), син на предходния
- 1327 – 1377 Едуард III (13.11.1312 – 21.6.1377), син на предходния
- 1377 – 1399 Ричард II (6.1.1367 – 14.2.1400), внук на предходния и син на Едуард, Черния принц

### Херцози на Нормандия
- 1144 – 1151 Жофроа V Красивия (24.8.1113 – 7.9.1151)
- 1151 – 1189 Анри II Плантагенет (5.3.1133 – 6.7.1189), син на предходния
- 1189 – 1199 Ричард I Лъвското сърце|Ришар IV Лъвското сърце (8.9.1157 –6.4.1199), син на предходния
- 1199 – 1204 Джон I Безземни|Жан I Безземни (24.12.1166 – 19.10.1216), брат на предходния

### Херцози на Бретан
- 1181 – 1186 Жофроа ІІ (1158 – 1186), син на Хенри II Ангглийски
- 1186 – 1201 Констанция (ок. 1161 – 5.9.1201), съпруга на Жофроа ІІ
- 1201 – 1203 Артур І (30.4.1187 – 1203), син на Жофроа ІІ и Констанция

## Клон Плантагенет-Ланкастър
Основоположник на клона Плантагенет-Ланкастър е Едмънд Гърбавия (1245 – 1296), втори син на английския крал Хенри III. От 1255 до 1265 г. той носи титлата „крал на Сицилия“, без да успее да заеме престола на тази страна. Провъзгласен е от своя баща за 1-ви граф на Ланкастър. От съпругата си Бланш, дъщеря на граф Робер I д'Артоа, той има двама синове. Първородният от тях, граф Томас Ланкастър (ок. 1276 – 1322), няма потомци, затова негов приемник става по-малкият му брат Хенри (ок. 1281 – 1345). Той е женен за Мод Чауърт и е баща на две деца: Хенри (ок. 1300 – 1361), получава титлата „херцог на Ланкастър“ и Елеонора, съпруга на граф Ричард Аръндел. От брака си с Изабела Бомонт херцог Хенри има две дъщери: Матилда, съпруга на холандския граф Вилхелм V фон Вителсбах, и Бланш, омъжена за Джон Гонт, трети син на английския крал Едуард III, наследил титлата на своя тъст.

## Вижте още
- Династия Ланкастър
- Династия Йорк